# Jackass Forever
Série
Jackass 3
(2010)
Pour plus de détails, voir Fiche technique et Distribution.
Jackass Forever, Jackass toujours au Québec, est un film américain réalisé par Jeff Tremaine, sorti en 2022.

## Synopsis
Dans ce quatrième volet, l'équipe de Jackass met en scène de nouvelles cascades potaches.

## Fiche technique
- Titre original : Jackass Forever
- Titre québécois : Jackass toujours
- Réalisation : Jeff Tremaine
- Scénario : Jason Acuña, Preston Lacy, Bam Margera, Chris Pontius, Sarah Sherman et Steve-O
- Musique : Joseph Shirley
- Photographie : Dimitry Elyashkevich
- Montage : Sascha Stanton Craven, Matthew Kosinski et Matthew Probst
- Production : Spike Jonze, Johnny Knoxville et Jeff Tremaine
- Société de production : Dickhouse Productions, Gorilla Flicks, MTV Films et Paramount Pictures
- Société de distribution : Paramount Pictures (États-Unis)
- Pays :  États-Unis
- Genre : Action et comédie
- Durée : 96 minutes
- Dates de sortie : 
  -  États-Unis : 1er avril 2022

## Distribution
- Johnny Knoxville
- Steve-O
- Chris Pontius
- Dave England
- Ehren McGhehey
- Jason Acuña
- Preston Lacy
- Davon Wilson
- Sean McInerney
- Zach Holmes
- Eric Manaka
- Rachel Wolfson
- Compston Wilson
- Jeff Tremaine
- Dimitry Elyashkevich
- Sean Cliver
- Trip Taylor
- Greg Iguchi
- Rick Kosick
- Lance Bangs
- Spike Jonze
- Shanna Zablow Newton
- Arthur H. Spiegel III
- Errol Chatham
- Alia Shawkat
- Jalen Ramsey
- Tyler the Creator
- Lionel Boyce
- Otmara Marrero
- Travis Bennett (en)
- Sydney Bennett
- Tony Hawk
- Nick Merlino
- David Gravette
- Aaron Homoki
- Natalie Palamides
- Courtney Pauroso
- Rob Dyrdek
- Eric André
- Francis Ngannou
- Danielle O'Toole
- Pernell Karl Subban
- Tory Belleci
- Bam Margera
- Stephanie Angulo
- Machine Gun Kelly
- Chris Raab
- Brent Stoller
- Parks Bonifay
- Luca De Massis
- Scott Handley
- Brandon Leffler
- Michael Rooney
- Jules Sylvester

## Accueil
Le film a reçu un accueil favorable de la critique. Il obtient un score moyen de 74 % sur Metacritic.